# Аранчеєво
Аранче́єво (рос. Аранчеево, чув. Чăваш Тăрăм) — присілок у складі Яльчицького району Чувашії, Росія. Входить до складу Великотаябинського сільського поселення.
Населення — 307 осіб (2010; 402 у 2002).
Національний склад:
- чуваші — 98 %